# Jan Maria Jackowski
Jan Maria Jackowski (ur. 23 stycznia 1958 w Olsztynie) – polski polityk, pisarz, dziennikarz, historyk, doktor nauk humanistycznych, poseł na Sejm Rzeczypospolitej Polskiej III kadencji, przewodniczący Rady m.st. Warszawy w latach 2004–2005, członek Trybunału Stanu w latach 2005–2007, od 2011 do 2023 senator VIII, IX i X kadencji.

## Życiorys

### Wykształcenie i działalność zawodowa
Urodził się jako syn Jerzego Jackowskiego (1912–1976), oficera Wojska Polskiego i Armii Krajowej, leśnika i działacza na rzecz ochrony przyrody, oraz Jadwigi Jackowskiej z domu Kornaga (1915–2006), publicystki oraz działaczki społecznej. W 1976 był finalistą II Olimpiady Historycznej, w tym samym roku uzyskał maturę w V Liceum Ogólnokształcącym im. Adama Asnyka w Szczecinie. W 1982 ukończył studia na Wydziale Historycznym Uniwersytetu Warszawskiego, gdzie obronił pracę magisterską pt. Początki polskiej fotografii politycznej napisaną pod kierunkiem Ireneusza Ihnatowicza, został także absolwentem Podyplomowego Studium Fotografii Naukowej i Technicznej na Wydziale Biologii tej uczelni. W 2007 ukończył studia podyplomowe z zarządzania nieruchomościami w Wyższej Szkole Przedsiębiorczości i Zarządzania im. Leona Koźmińskiego. W 2017 na Wydziale Nauk Historycznych i Społecznych Uniwersytetu Kardynała Stefana Wyszyńskiego w Warszawie uzyskał stopień doktora nauk humanistycznych w dyscyplinie historia.
Podczas studiów związał się z opozycją demokratyczną, w związku z tą działalnością był inwigilowany i rozpracowywany przez funkcjonariuszy SB. W 2002 prezes IPN nadał mu status osoby pokrzywdzonej.
Zajmował się fotografią, swoje prace wystawiał m.in. w galerii Repassage 2. W pierwszej połowie lat 80. pracował jako nauczyciel w szkole średniej. Później pracował w wydawnictwach, zajmował się też publicystyką i pisarstwem. W 1981 został fotoreporterem „Tygodnika Solidarność”, a w 1982 podjął pracę w „Tygodniku Powszechnym”. Od 1984 do 1990 był redaktorem kwartalnika „Fotografia”.
W 1990 został etatowym dziennikarzem Telewizji Polskiej. W latach 1990–1997 tworzył lub współtworzył kilka cykli programów telewizyjnych dla TVP1, m.in. Drogi do wolności (1992–1993), Interpelacje (1989–1991), Pro Familia (1994), Gabinet Cieni (1990) i Rodzina Rodzinie (1991–1997), a także film dokumentalny Nadzieja jutra (1994). Od 1993 do 1995 zasiadał w Radzie ds. Mediów i Informacji przy prezydencie Lechu Wałęsie. Autor publikacji w „Naszym Dzienniku”, „Niedzieli” i „Mojej Rodzinie”. Został również publicystą Radia Maryja. Laureat Nagrody im. Sługi Bożego Jerzego Ciesielskiego – Ojca Rodziny, a także Nagrody im. Włodzimierza Pietrzaka. Jest autorem kilkunastu publikacji książkowych i ponad 1600 artykułów prasowych. O jego najbardziej znanej książce pt. Bitwa o Polskę z 1993 papież Jan Paweł II mówił: Wszyscy wiedzą, że Polska przeżywa teraz to, co jeden z autorów współczesnych, nawet dzisiejszych, nazwał „Bitwa o Polskę”. Toczy się taka bitwa o Polskę. Można powiedzieć: bitwa o polską dusze, bitwa o charakter naszego społeczeństwa, naszego narodu, naszego kraju, o kierunek naszej przyszłości – właśnie: z tym Krzyżem, czy bez tego Krzyża!.
W latach 2001–2016 przez trzy kadencje był członkiem Rady Powierniczej Zamku Królewskiego w Warszawie.

### Działalność polityczna

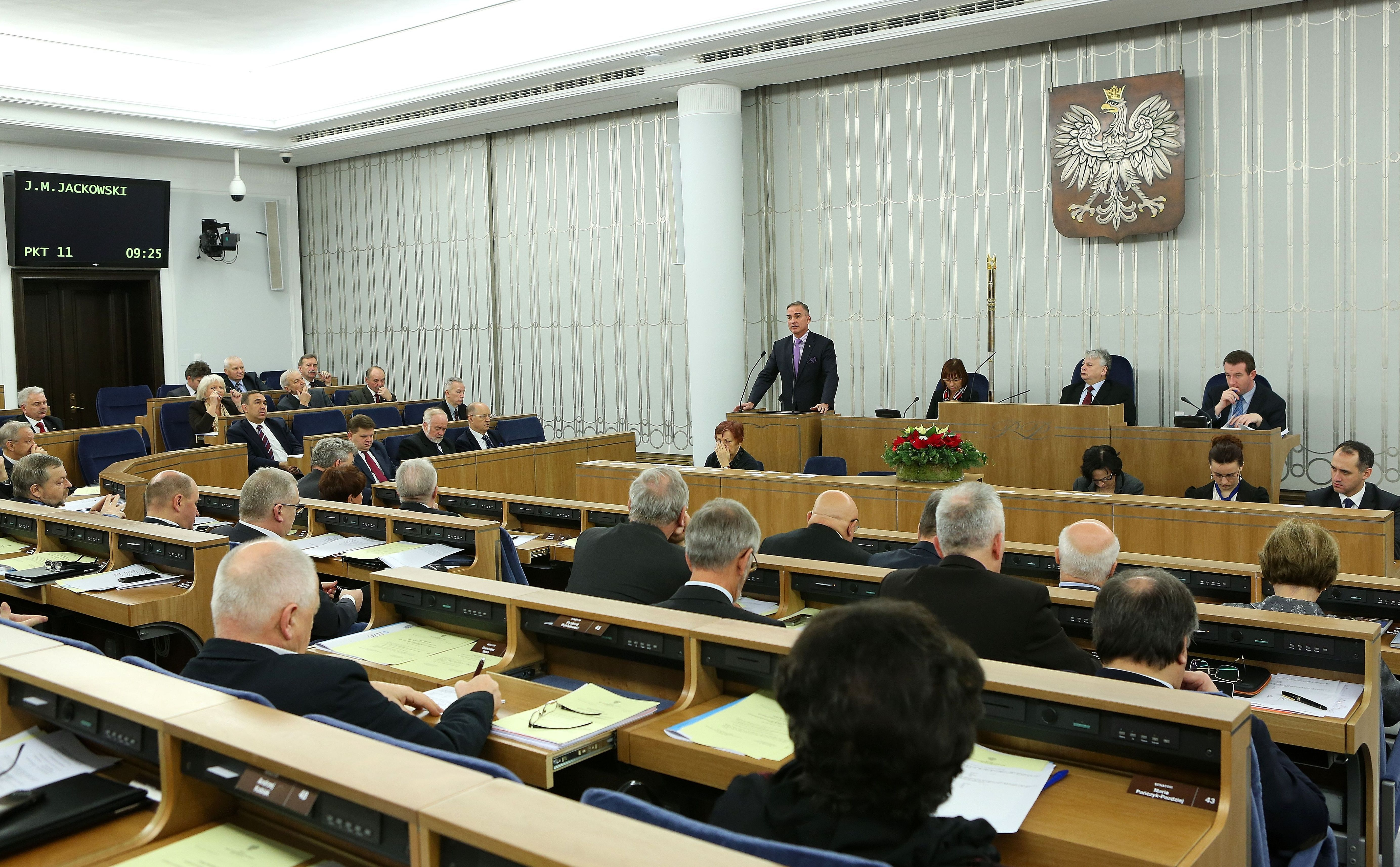
Jan Maria Jackowski przemawiający podczas 45. posiedzenia Senatu RP VIII kadencji (2013)

Był jednym z założycieli związanego z Radiem Maryja Stowarzyszenia Rodzina Polska. W 1997 został posłem na Sejm III kadencji w okręgu podwarszawskim z listy Akcji Wyborczej Solidarność (otrzymał 37 239 głosów). Przewodniczył Komisji Kultury i Środków Przekazu. W 2001 należał krótko do Przymierza Prawicy. W tym samym roku z listy Akcji Wyborczej Solidarności Prawicy bez powodzenia ubiegał się o reelekcję jako bezpartyjny z poparciem Zjednoczenia Chrześcijańsko-Narodowego (otrzymał 4240 głosów). Tuż po wyborach wstąpił do ZChN, z którego w 2002 przeszedł do Ligi Polskich Rodzin. Z jej listy w wyborach samorządowych w tym samym roku bez powodzenia kandydował na prezydenta Warszawy (otrzymał 2,16% głosów) oraz uzyskał mandat radnego tego miasta. W latach 2002–2004 pełnił funkcję wiceprzewodniczącego, a następnie do 2005 przewodniczącego Rady m.st. Warszawy. Od 2005 do 2007 zasiadał w Trybunale Stanu. W 2005 bezskutecznie kandydował do Sejmu, a w 2006 został wykluczony z LPR. W wyborach prezydenckich w 2010 poparł kandydaturę Marka Jurka i wszedł w skład jego społecznego komitetu poparcia.
W wyborach parlamentarnych w 2011 został wybrany do Senatu w okręgu wyborczym nr 39 jako bezpartyjny kandydat z ramienia Prawa i Sprawiedliwości z wynikiem 33 421 głosów. W 2015 z powodzeniem ubiegał się o senacką reelekcję, otrzymując 56 216 głosów. W Senacie IX kadencji został m.in. zastępcą przewodniczącego Komisji Kultury i Środków Przekazu. W 2019 ponownie uzyskał mandat senatora, otrzymując 83 808 głosów. W X kadencji ponownie objął funkcję wiceprzewodniczącego Komisji Kultury i Środków Przekazu. Jako jedyny senator Prawa i Sprawiedliwości głosował m.in. za wnioskiem o odrzucenie zmian Sejmu w ustawie o radiofonii i telewizji (tzw. lex TVN) oraz za powołaniem w senackiej Komisji Nadzwyczajnej do spraw wyjaśnienia przypadków nielegalnej inwigilacji, ich wpływu na proces wyborczy w Rzeczypospolitej Polskiej oraz reformy służb specjalnych. 22 lutego 2022 został wykluczony z klubu PiS. W wyborach w 2023 był niezależnym kandydatem do Senatu, nie uzyskując mandatu na kolejną kadencję (otrzymał 71 404 głosy, zajmując drugie miejsce w okręgu).

## Życie prywatne
Jest żonaty, ma sześć córek.

## Odznaczenia
- Odznaka honorowa „Działacza opozycji antykomunistycznej lub osoby represjonowanej z powodów politycznych” (2022)[20]

## Publikacje
- Kulisy manipulacji (1990), współautor ze Szczepanem Żarynem
- Bitwa o Polskę (1993)
- Bitwa o Prawdę (1997)
- Usłyszeć głos ludzi (2001)
- Drogi i bezdroża III RP (2004)
- Polska w globalnej sieci (2005)
- Czas rodzin (2007)
- Na tropach IV RP (2008)
- Znad Dniepru nad Odrę (2008), współautor z Jadwigą Jackowską
- Bitwa o Polskę w Europie (2010)
- Bitwa o III RP (2014)
- Tęcza zamiast krzyża. Polska w czasach Tuska (2015)
- Ks. Jan Gnatowski (1855–1925) na tle epoki. Biografia historyczna (2018)
- Polska w ostatniej dekadzie (2020)
- Doświadczyć wspólnoty. Pożegnanie prymasa Wyszyńskiego w obiektywie Jana Marii Jackowskiego (2021)